# ميشيل كاهام
ميشيل كاهام (بالفرنسية: Michel Kaham)‏ (مواليد 1 يونيو 1952) هو لاعب كرة قدم. يلعب مع منتخب الكاميرون لكرة القدم. سبق له أن لعب في كأس العالم لكرة القدم مع منتخب بلاده.

## روابط خارجية
- ميشيل كاهام على موقع الاتحاد الدولي (مؤرشف)  (الإنجليزية)
- ميشيل كاهام على موقع قاعدة بيانات كرة القدم.إي يو (الإنجليزية)
- ميشيل كاهام على موقع ناشيونال فوتبول تيمز (الإنجليزية)
- ميشيل كاهام على موقع عالم كرة القدم.نت (الإنجليزية)